# Burnet R. Maybank
Burnet R. Maybank (Charleston, 1899. március 7. – Flat Rock, 1954. szeptember 1.) az Amerikai Egyesült Államok szenátora (Dél-Karolina, 1941–1954).